# Jugoslávská liga ledního hokeje 1940/1941
Sezóna 1940/1941 byla 5. sezónou Jugoslávské ligy ledního hokeje. Vítězem se stal tým SK Ilirija.

## Týmy
- SK Ilirija
- SD Varaždin
- SK Palić

## Zápasy turnaje
| 1. únor 1941 | SD Varaždin | 7 – 0 | SK Palić | Ljubljana |
|              | SD Varaždin |       | SK Palić |           |

| Souhrn zápasu | Souhrn zápasu | Souhrn zápasu | Souhrn zápasu | Souhrn zápasu |
| ------------- | ------------- | ------------- | ------------- | ------------- |
|               |               |               |               |               |

| 2. únor 1941 | SK Ilirija | 10 – 0 | SD Varaždin | Ljubljana |
|              | SK Ilirija |        | SD Varaždin |           |

| Souhrn zápasu | Souhrn zápasu | Souhrn zápasu | Souhrn zápasu | Souhrn zápasu |
| ------------- | ------------- | ------------- | ------------- | ------------- |
|               |               |               |               |               |

| 3. únor 1941 | SK Ilirija | 13 – 1 | SK Palić | Ljubljana |
|              | SK Ilirija |        | SK Palić |           |

| Souhrn zápasu | Souhrn zápasu | Souhrn zápasu | Souhrn zápasu | Souhrn zápasu |
| ------------- | ------------- | ------------- | ------------- | ------------- |
|               |               |               |               |               |

## Konečná tabulka
1. SK Ilirija
2. SD Varaždin
3. SK Palić

## Soupiska mistra -SK Ilirija
Ice Rihar, Mirko Eržen, Jule Kačič, Kroupa, Jože Gogala, Ernest Aljančič, Otokar Gregorčić, Ludovik-Luce Žitnik, Viljem Morbacher, Tone Pogačnik, Karol Pavletič.